# Ваулин, Юрий Александрович
Юрий Александрович Ваулин (род. 13 сентября 1963, Рига) — советский боксёр, чемпион и призёр чемпионатов СССР, обладатель Кубков СССР и мира, мастер спорта СССР международного класса.

## Биография
Выпускник Латвийского государственного института физической культуры 1984 года.
В 1989 году перешёл в профессиональный бокс. Был первым советским боксёром, приехавшим в США выступать на профессиональном ринге. Спарринговал с Митчем Грином и Риддиком Боу. Будучи представителем полутяжёлой весовой категории (по его собственным словам, «в форме был шикарной» при соревновательном весе не превышающем 84 кг), сходу перешёл в супертяжёлый вес, где столкнулся с соперниками имеющими преимущество в весе 20—40 кг, в результате потерпел два поражения нокаутом.

## Спортивные результаты

### Любительская карьера
- Чемпионат СССР по боксу 1985 года — ;
- Бокс на летней Спартакиаде народов СССР 1986 года — ;
- Чемпионат СССР по боксу 1987 года — ;
- Чемпионат СССР по боксу 1988 года — ;
- Чемпионат СССР по боксу 1989 года — ;

### Профессиональная карьера
| № Боя | Результат | Рекорд | Соперник              | Способ               | Место проведения                    | Дата                  |                                      |
| ----- | --------- | ------ | --------------------- | -------------------- | ----------------------------------- | --------------------- | ------------------------------------ |
| 16    | Поражение | 13-3   | Артур Уильямс · США   | Технический нокаут   | США, Невада, Лас-Вегас              | 16 декабря 1992 года  | Бой за вакантный титул чемпиона USBA |
| 15    | Победа    | 13-2   | Леон Тейлор · США     | Единогласное решение | США, Нью-Йорк                       | 25 июня 1992 года     |                                      |
| 14    | Победа    | 12-2   | Рон Акерсон · США     | Нокаут               | США, Оклахома, Оклахома-Сити        | 12 марта 1992 года    |                                      |
| 13    | Победа    | 11-2   | Сиза Макатини · ЮАР   | Нокаут               | ЮАР, Йоханнесбург                   | 14 сентября 1991 года |                                      |
| 12    | Поражение | 10-2   | Томми Моррисон · США  | Технический нокаут   | США, Нью-Джерси, Атлантик-Сити      | 19 апреля 1991 года   |                                      |
| 11    | Победа    | 10-1   | Джесси Бостон · США   | Единогласное решение | США, Нью-Джерси, Атлантик-Сити      | 11 января 1991 года   |                                      |
| 10    | Поражение | 9-1    | Джон Саджент · США    | Технический нокаут   | США, Висконсин, Мэдисон             | 14 ноября 1990 года   |                                      |
| 9     | Победа    | 9-0    | Уильям Моррис · США   | Раздельное решение   | США, Пенсильвания, Филадельфия      | 2 октября 1990 года   |                                      |
| 8     | Победа    | 8-0    | Джон Кеннон · США     | Технический нокаут   | США, Миссисипи, Билокси             | 7 августа 1990 года   |                                      |
| 7     | Победа    | 7-0    | Янг Джо Вейд · США    | Нокаут               | США, Монтана, Бьютт                 | 17 июля 1990 года     |                                      |
| 6     | Победа    | 6-0    | Вейл Пейтон · США     | Технический нокаут   | США, Флорида, Майами                | 19 июня 1990 года     |                                      |
| 5     | Победа    | 5-0    | Джой Паркер · США     | Единогласное решение | США, Калифорния, Сан-Диего          | 15 мая 1990 года      |                                      |
| 4     | Победа    | 4-0    | Джонни Федерман · США | Технический нокаут   | США, Аризона, Финикс                | 26 апреля 1990 года   |                                      |
| 3     | Победа    | 3-0    | Пол Бредшоу · США     | Технический нокаут   | США, Невада, Stateline              | 17 апреля 1990 года   |                                      |
| 2     | Победа    | 2-0    | Джеймс Холмс · США    | Нокаут               | США, Нью-Йорк, Мэдисон-сквер-гарден | 4 апреля 1990 года    |                                      |
| 1     | Победа    | 1-0    | Дональд Коатс · США   | Единогласное решение | США, Невада, Рино                   | 27 марта 1990 года    |                                      |